# Strada statale 7 bis di Terra di Lavoro
La strada statale 7 bis di Terra di Lavoro (SS 7 bis) è una strada statale italiana, diramazione della strada statale 7 Via Appia.

## Storia
La strada statale 7 bis venne istituita nel 1935 con un tracciato congiugente Capua ad Avellino e passante per Napoli e l'area nolana; fino ad allora, tale tracciato era stato parte della SS 7 Via Appia, in tale occasione deviata su un nuovo tracciato passante per Caserta e Benevento. Fino al 1928 il tratto Nola-Avellino era stato però parte integrante della via nazionale delle Puglie, già nota come strada regia delle Puglie  al tempo del regno di Napoli.
Nel corso degli anni il percorso della SS 7 bis ha conosciuto diverse modifiche, negli anni settanta per snellire i livelli di traffico, il tratto odierno della via nazionale delle Puglie tra i comuni di Castello di Cisterna (corso Vittorio Emanuele), Brusciano (via Camillo Cucca), Mariglianella (via Guglielmo Marconi) e Marigliano (corso Umberto I),  su un nuovo percorso (ovvero via variante 7 bis) lungo circa 7 km e parallelo ai sempre più popolosi e trafficati centri abitati, il tratto è tuttora fruibile anche se costellato di attività commerciali e abitazioni, in alcuni punti (via Pimentel Fonseca a Brusciano e via XI Settembre a Marigliano) è passata in gestione ai comuni, stessa sorte per la tratta da Capua a Teverola, fu declassificata e ceduta dall'ANAS alla regione Campania che a sua volta devolse la gestione alla provincia di Caserta. La stessa prassi è stata adottata per le restanti tratte che pian piano sono state estinte dalla crescente urbanizzazione che ha investito gli hinterland di Napoli, Caserta e Avellino e che oggi vengono gestite dai comuni o dalle province attraversate.
Negli anni del post terremoto fu infatti rivisto gran parte del vecchio tracciato, viene costruita una lunga variante a scorrimento veloce, divisa in due lotti Villa Literno-Acerra e Acerra-Nola, il totale ricongiungimento tra le due tratte ha dato vita all'Asse di Supporto Nola-Villa Literno, una strada extraurbana principale a scorrimento veloce lunga 45 km, che, oltre a mettere in comunicazione i comuni, rende più fruibile il collegamento alle varie zone industriali che insistono sull'asse.

## Percorso
Il percorso riclassificato della SS 7 bis sostituisce più della metà del tracciato originario, ha inizio a Villa Literno presso lo svincolo della SS 7 quater Domitiana e procede verso est, lambendo i centri abitati di Casal di Principe, Villa di Briano, Frignano, Teverola, Gricignano di Aversa, Succivo e le zone industriali di Caivano, Acerra e Pomigliano d'Arco.

La tratta superstradale termina poco dopo l'Interporto di Nola, dove la SS 7 bis prosegue sul vecchio tracciato parallelo all'autostrada A16 attraversando numerosi centri abitati del nolano per poi raggiungere la bassa Irpinia; la tratta conclusiva Avellino - Manocalzati (nota anche come Variante est) assume anch'essa le caratteristiche di superstrada e confluisce nella SS 7 Appia che prosegue in direzione Calore di Venticano, ove ha inizio la SS 90 delle Puglie che conduce a Foggia.
La strada ha una lunghezza di 87,653 chilometri ed è interamente gestita dal Compartimento dell'ANAS di Napoli.

### Tabella percorso
- Capua via San Tammaro
- incrocio con la SP 335-V ex SS 265
- innesto con la strada Frignano - Caserta (Ponti della Valle, SP 335-VI ex SS 265)
- Teverola via Roma, innesto con l'asse di supporto Nola - Villa Literno
- Aversa viale della Libertà
via John Fitzgerald Kennedy
località Ponte Mezzotta
- Giugliano in Campania via Appia
- Sant'Antimo via Appia
- Melìto di Napoli via Roma
- via Napoli - Roma verso Scampìa
corso Secondigliano
viale Umberto Maddalena
via Nuova del Campo,
via del Riposo
via Santa Maria del Pianto
via Nuova Poggioreale,
via della Stadera
- Casoria via Nazionale delle Puglie (frazione di Arpino, località Cittadella)
- Casoria via Nazionale delle Puglie (località contrada Salice)
- Casalnuovo di Napoli via Nazionale delle Puglie (località Tavernanova)
- Pomigliano d'Arco via Nazionale delle Puglie (località Pratola Ponte),
via Roma,
via Mauro Leone)
- Castello di Cisterna via variante 7 bis
- Brusciano via Pimentel Fonseca
- Mariglianella via Variante 7 bis
- Marigliano via XI settembre
via Variante 7 bis
- San Vitaliano via Nazionale delle Puglie
- Nola via Nazionale delle Puglie
- Cimitile corso Umberto I
- Camposano via Nazionale delle Puglie (località Faibano)
- Comiziano via Nazionale delle Puglie (località Gallo)
- Casamarciano via Nazionale delle Puglie (località Trivio)
- Tufino via Nazionale delle Puglie (località Schiava)
- Avella via Purgatorio
- Sperone corso Umberto I
- Baiano via Nicola Litto
- Sirignano via Nazionale delle Puglie
- Mugnano del Cardinale via Roma
- Monteforte Irpino Via Nazionale delle puglie
(località Gaudi, Alvanella e Molinelle)
via Taverna campanile
- Mercogliano via Nazionale Torrette (località Torrette-Torelli)
- Avellino via Circumvallazione Sud (località Quattrograna)
- incrocio con la Strada Statale 88 verso Avellino e Bellizzi Irpino
- incrocio con il Raccordo autostradale di Avellino
- Atripalda

#### Asse di supporto
| di Terra di Lavoro tratto Villa Literno-Nola (Asse di supporto) |                                                                              |      |      |       |                |
| Tipo                                                            | Indicazione                                                                  | ↓km↓ | ↑km↑ | Area  | Strada europea |
|                                                                 | Strada statale 7 bis/racc di Terra di Lavoro                                 | 0,0  |      | CE    | -              |
|                                                                 | Via Domitiana                                                                | 0,1  |      | CE    | -              |
|                                                                 | Villa Literno-Cancello ed Arnone                                             | 6,3  |      | CE    | -              |
|                                                                 | Casal di Principe                                                            | 12,3 |      | CE    | -              |
|                                                                 | Villa di Briano                                                              | 14,2 |      | CE    | -              |
|                                                                 | Frignano                                                                     | 15,3 |      | CE    | -              |
|                                                                 | ex dei Ponti della Valle                                                     | 16,5 |      | CE    | -              |
|                                                                 | Carinaro-Teverola                                                            | 19,8 |      | CE    | -              |
|                                                                 | Gricignano d'Aversa                                                          | 21,8 |      | CE    | -              |
|                                                                 | Succivo-Orta di Atella                                                       | 23,6 |      | CE    | -              |
|                                                                 | ex Sannitica Caivano zona industriale                                        | 26,1 |      | CE/NA | -              |
|                                                                 | Milano-Napoli (Svincolo di Pomigliano-Villa Literno)                         | 28,6 |      | NA    | -              |
|                                                                 | Zona industriale di Acerra                                                   | 32,5 |      | NA    | -              |
|                                                                 | Acerra (uscita dir. Villa Literno, entrata dir. Nola)                        |      | 33,5 | NA    | -              |
|                                                                 | ex della Valle Caudina                                                       | 35,2 |      | NA    | -              |
|                                                                 | ex Asse Mediano                                                              | 35,6 |      | NA    | -              |
|                                                                 | Zona industriale di Nola-Marigliano                                          | 40,6 |      | NA    | -              |
|                                                                 | Interporto Campano- CIS                                                      | 42,7 |      | NA    | -              |
|                                                                 | Caserta-Salerno (Svincolo di Nola)                                           | 45,5 |      | NA    | -              |
|                                                                 | di Terra di Lavoro (vecchia sede) di Terra di Lavoro (direzione Manocalzati) | 45,9 |      | NA    | -              |

#### Da Nola a Manocalzati
| di Terra di Lavoro tratto Nola-Manocalzati |                                                                                                |      |      |                |
| Tipo                                       | Indicazione                                                                                    | ↓km↓ | Area | Strada europea |
|                                            | di Terra di Lavoro (vecchia sede) di Terra di Lavoro (Asse di supporto)                        | 45,9 | NA   | -              |
|                                            | Nola                                                                                           | 50,0 | NA   | -              |
|                                            | Schiava                                                                                        | 56,6 | NA   | -              |
|                                            | Purgatorio                                                                                     | 58,2 | AV   | -              |
|                                            | Sperone                                                                                        | 59,5 | AV   | -              |
|                                            | Baiano                                                                                         | 60,7 | AV   | -              |
|                                            | Sirignano Napoli-Canosa (Svincolo di Baiano)                                                   | 61,7 | AV   | -              |
|                                            | Mugnano del Cardinale                                                                          | 63,0 | AV   | -              |
|                                            | Monteforte Irpino                                                                              | 73,3 | AV   | -              |
|                                            | Alvanella                                                                                      | 76,5 | AV   | -              |
|                                            | Torelli - Torrette Napoli-Canosa (Svincolo di Avellino ovest) ex di Summonte e di Montevergine | 77,3 | AV   | -              |
|                                            | Avellino                                                                                       | 79,1 | AV   | -              |
|                                            | Avellino Quattrograna                                                                          | 80,9 | AV   | -              |
|                                            | Avellino Rione Mazzini                                                                         | 81,2 | AV   | -              |
|                                            | Avellino                                                                                       | 81,6 | AV   | -              |
|                                            | ex dei Due Principati                                                                          | 82,3 | AV   | -              |
|                                            | Salerno-Avellino                                                                               | 84,8 | AV   |                |
|                                            | Atripalda (entrata/uscita dir. Manocalzati)                                                    | 86,8 | AV   |                |
|                                            | Via Appia                                                                                      | 87,7 | AV   |                |